# لنی مونتانا
لنی مونتانا (انگلیسی: Lenny Montana; ۱۳ مارس ۱۹۲۶ – ۱۲ مهٔ ۱۹۹۲) هنرپیشه اهل ایالات متحده آمریکا بود. از فیلم‌هایی که وی در آن نقش داشته است می‌توان به پدرخوانده اشاره کرد. وی پیش از فعالیت بازیگری یک کشتی‌گیر حرفه‌ای بود.